# Campo de Atletismo Mizubayashi
39° 22′ 45,6″ N, 140° 01′ 53,9″ L
O Parque Esportivo Geral Honjo Yuri Campo de Atletismo Mizubayashi (本荘由利総合運動公園水林陸上競技場) é um estádio multiuso situado no Parque Esportivo Geral Honjo Yuri em Yurihonjo, Akita, Japão. O estádio foi originalmente inaugurado em 1978 e tem capacidade para 10.000 espectadores. É a antiga casa do TDK SC e o parque desportivo tem um estádio de beisebol e campos de tênis.